# Mecodina nara
Mecodina nara är en fjärilsart som beskrevs av Felder 1874. Mecodina nara ingår i släktet Mecodina och familjen nattflyn. Inga underarter finns listade i Catalogue of Life.